# خير أباد (مشك أباد)
خیر أباد (بالفارسية: خیرآباد) هي قرية تقع في إيران في مركزي. يقدر عدد سكانها بـ 2,312 نسمة .